# Palazzo Sant’Arpino

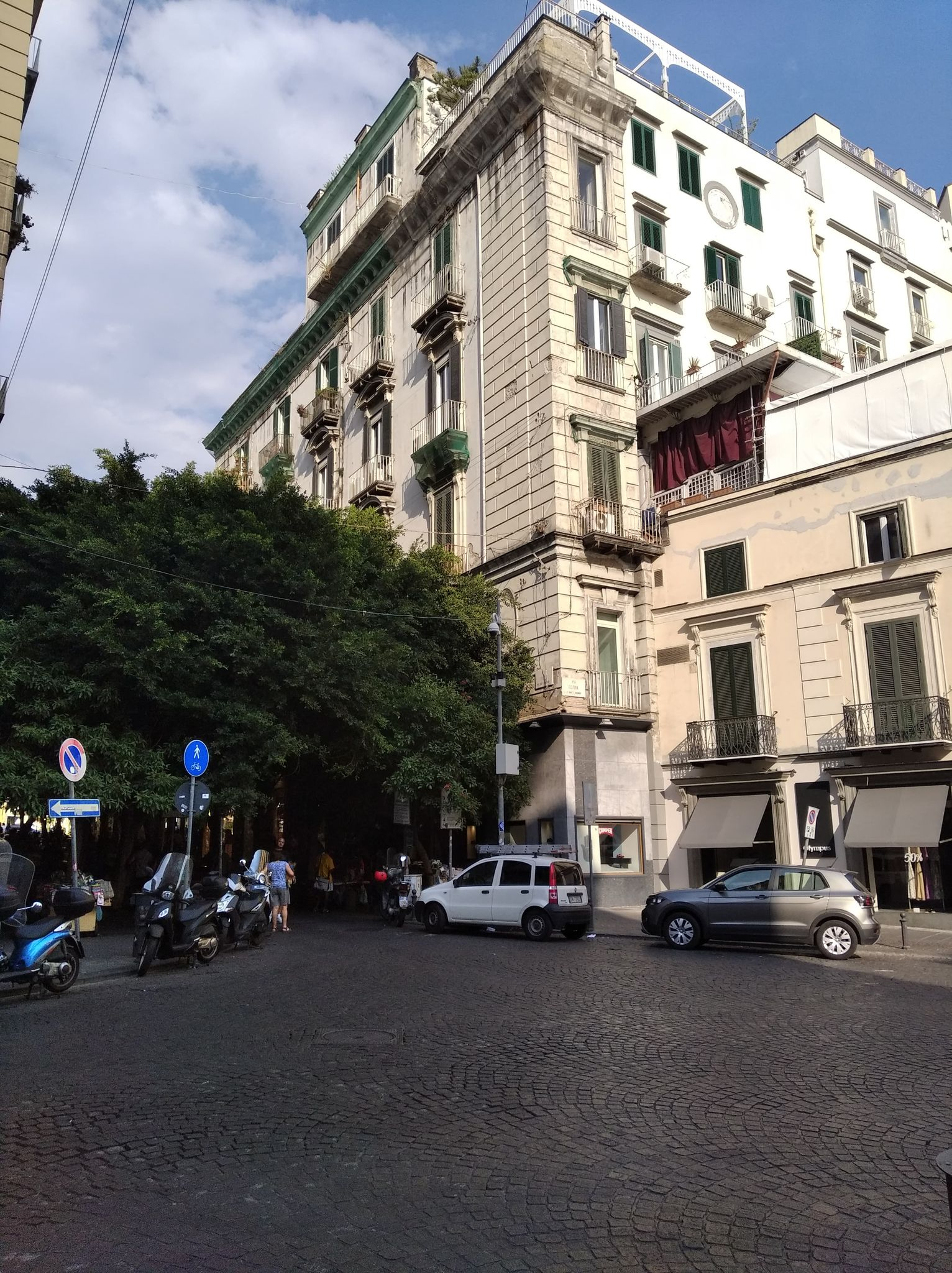
Palazzo Sant’Arpino in Neapel

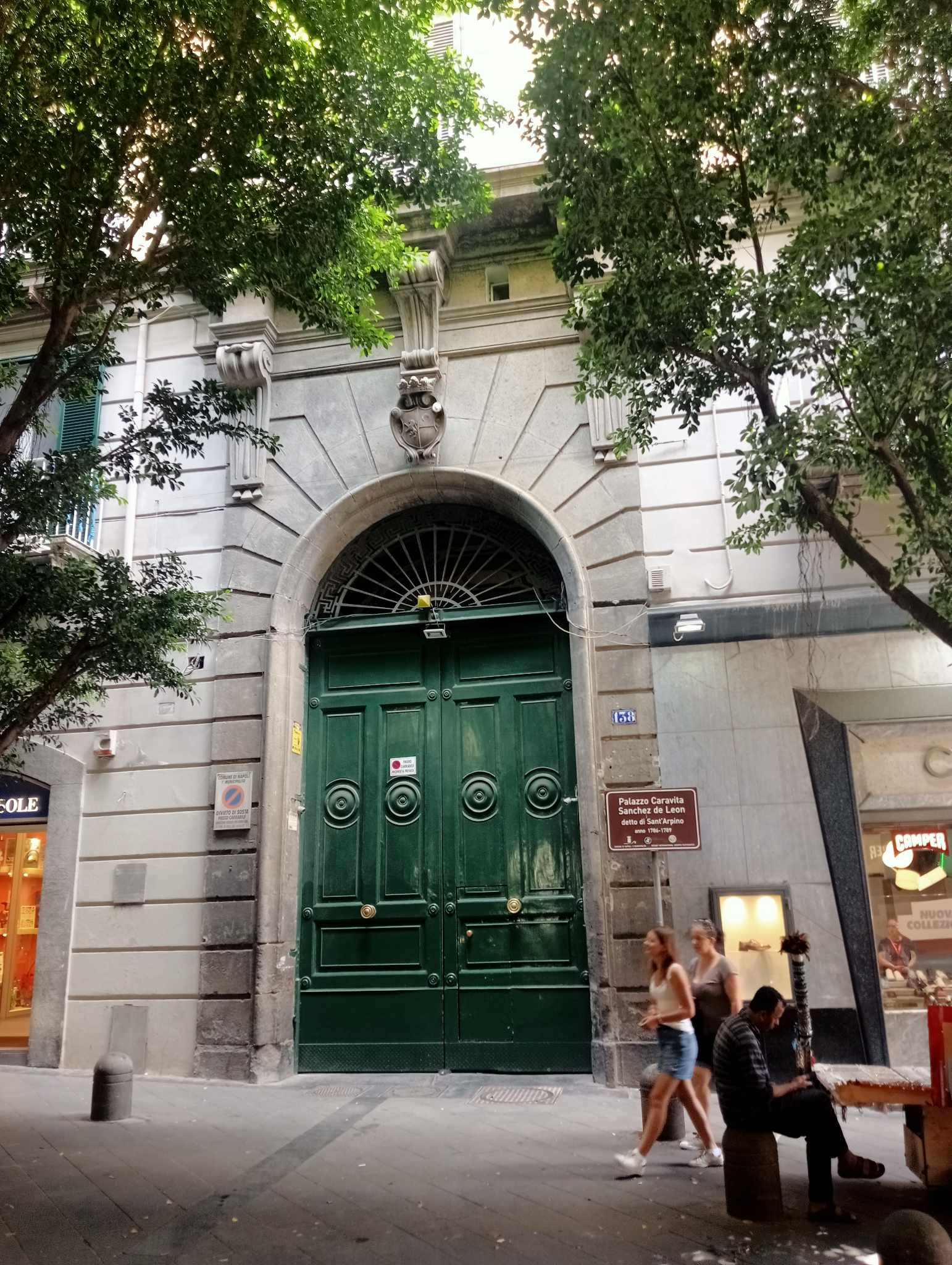
Eingangsportal des Palastes

Der Palazzo Sant’Arpino, auch Palazzo Caravita Sanchez de Leon, ist ein Palast aus dem 18. Jahrhundert im Viertel San Ferdinando von Neapel in der italienischen Region Kampanien. Er liegt in der Via Chiaia, 138, gegenüber dem Palazzo Medici di Ottaviano.

## Geschichte
Das Gebäude stammt aus dem 18. Jahrhundert, als das Festungsgericht beschloss, eine Zwingermauer an der Porta di Chiaia zu errichten. Der Beschluss wurde durch die Theatinerpater behindert, die in der Basilika Santa Maria degli Angeli a Pizzofalcone residierten und das Recht auf das zu bebauende Land beanspruchten. Nach mehreren Diskussionen wurde eine Vereinbarung getroffen, die am 10. Januar 1784 mit einem Dokument zum Abriss der Mauern endete. In der Folge konnte die Straße verbreitert und den Theatiner das Recht auf die Nutzung des erhaltenen Platzes gegen Zahlung einer Gebühr zugestanden werden.
Die Geistlichen ließen in einem an das Anwesen angrenzenden Teil zwischen 1786 und 1789 ein Gebäude errichten und vermieteten es. Später kaufte es die Familie Caravita Sanchez de Léon, Herzöge von Sant’Arpino. Nach 1860 hatte in diesem Gebäude der Liberale Nationale Zirkel seinen ersten Sitz, der in Opposition zum Bourbonen-Zirkel stand. Lange Zeit war dort auch die Gasgesellschaft untergebracht, deren Präsident der Prinz Giuseppe Caravita di Sirignano war, der einige Räume des Palastes verkaufte.

## Beschreibung
Der Palast zeigt eine vierstöckige Fassade aus dem 18. Jahrhundert, sowie eine Aufstockung um eine Etage, die vermutlich aus dem 19. Jahrhundert stammt. Die Fenster zieren runde Tympana, mit Ausnahme derer im letzten Stockwerk, die in geformten Bändern enden. Das Eingangsportal ist sehr einfach gehalten, besteht aus einem geformten Rundbogen und ist von Bossenwerkbändern umschlossen. Im Piano nobile gibt es einen Balkon, der von drei Konsolen gestützt wird, die mittlere zeigt das Wappen der Caravitas di Sirignano und der Sanchez de Léon.
Das Untergeschoss des Palastes ist durch einen Tunnel mit dem Fundament der Kirche San Francesco di Paola an der Piazza del Plebiscito verbunden. Im Atrium steht ein Sarkophag, den man im Juli 1887 im Gaswerk im Viertel Arenaccia gefunden hat.